# Ko Matsubara
Ko Matsubara (Hamamatsu, 30 augustus 1996) is een Japans voetballer die sinds 2022 uitkomt voor Júbilo Iwata.

## Carrière
Matsubara speelde vijf seizoenen in het eerste elftal van Shimizu S-Pulse. In januari 2020 haalde Sint-Truidense VV – een club met een stevige Japanse connectie – de toen 23-jarige verdediger op transfervrije basis naar België. Op 28 februari 2020 maakte hij zijn officiële debuut voor Sint-Truiden: in de competitiewedstrijd tegen KV Mechelen kreeg hij meteen een basisplaats van trainer Miloš Kostić. Mede vanwege de vroegtijdige stopzetting van de competitie vanwege de coronapandemie bleef het dat seizoen bij slechts één wedstrijd voor STVV.
Na het vertrek van Thibault De Smet naar Stade de Reims en de verschuiving van Pol García naar het centrum van de verdediging leek Matsubara zijn kans te grijpen: op de tweede competitiespeeldag kreeg hij een basisplaats voor de wedstrijd tegen RSC Anderlecht – waarin hij goed was voor een assist –, en vervolgens bleef hij nog vier wedstrijden op rij staan. Vanaf de zevende speeldag kreeg zomernieuwkomer Liberato Cacace echter de voorkeur op de linksachter. Pas op 31 januari 2021 kreeg hij een nieuwe kans: de nieuwe trainer Peter Maes liet hem uitgerekend tegen Cercle Brugge – de ploeg waartegen hij op 21 september 2020 zijn laatste wedstrijd had gespeeld – in de 84e minuut invallen voor Cacace. Een week later kreeg hij tegen KV Oostende nog een kwartier speeltijd, maar daarna zat zijn seizoen erop.
In het seizoen 2021/22 kreeg hij van trainer Bernd Hollerbach een nieuwe kans. Matsubara startte tijdens de eerste vijf competitiespeeldagen in de basis – weliswaar mede door de deelname van Liberato Cacace aan de Olympische Spelen. Uiteindelijk verdween verdween Matsubara toch weer naar de achtergrond: op speeldagen zes en zeven was hij nog invaller tegen respectievelijk Cercle Brugge en Beerschot VA, daarna haalde hij nog nauwelijks de wedstrijdkern. Op het einde van het seizoen 2021/22 liep het contract van Matsubara bij STVV af.
Na zijn avontuur bij STVV tekende Matsubara bij Júbilo Iwata. In zijn debuutseizoen degradeerde hij met de club naar de J2 League, om vervolgens na een jaar weer naar de J1 League te promoveren.